# Daniel em Casa
Daniel em Casa é o segundo extended play (EP) do cantor brasileiro Daniel. Foi lançado em 26 de março de 2021 pela ONErpm. O projeto se trata de uma compilação de seus mais recentes lançamentos, além de uma faixa bônus, "Anjo" (versão de "Angel"), um dueto com o cantor e compositor cubano Jon Secada.
O álbum recebeu uma indicação ao Grammy Latino na categoria Melhor Álbum de Música Sertaneja.

## Sobre o álbum
Tudo começou com o desejo de Daniel em lançar uma música nova, somente uma, não pensando em um projeto com outras faixas incluídas. Aos poucos, outras canções foram sendo lançadas, por fim, o cantor, junto com a sua equipe, tiveram a ideia de uní-las neste álbum digital. O nome é proposital, pois a maioria das músicas foram feitas de forma remota, com Daniel e os integrantes da banda em suas próprias casas. "Resolvi trazer algumas canções inéditas para a minha carreira, que venho gravando e lançando de forma esporádica.[...] Então, fizemos uma reunião de tudo para as pessoas que me acompanham e que curtem o meu trabalho. O nome é 'Daniel em Casa' por estarmos vivendo tudo isso, mas também para transmitir o meu sentimento: estar em estúdios gravando, preparando algo para o meu público ou nos palcos interpretando canções é tão íntimo, gostoso e especial para mim quanto estar em casa, no aconchego com a minha família. Espero que ao menos uma das músicas possa tocar o coração e fazer a diferença na vida de alguém, trazendo um pouco de paz, de alegria, de felicidade, trazendo mais amor ainda, porque é o que a gente precisa;" comentou.
Este projeto é uma realização da Daniel Promoções Artísticas Ltda., Opus Entretenimento, ONErpm e Lab 3 TV. A produção do EP teve que ser conciliada com as gravações do talent show The Voice +, porém Daniel afirma que isso não foi um problema, já que muitas das canções já haviam sido gravadas, algumas já lançadas, inclusive. "'Daniel em Casa' é muito especial e tenho certeza que vai fazer história. No futuro, vou estar ouvindo essas canções, revivendo esse projeto e me lembrando de tudo que vivemos nesse tempo tão difícil, mas de grande aprendizado para todos. [...] Em casa é como eu me sinto quando estou cantando, junto ao meu público, pensando neles. Sou muito abençoado e devolver esse amor todo que recebo é uma missão;" finalizou.

## Gravação e lançamento das canções
As canções começaram a ser gravadas no final de 2018, com a primeira delas, "Casava de Novo", sendo lançada em 8 de março de 2019, canção que, posteriormente, fez parte da trilha sonora da novela portuguesa Ouro Verde, exibida pela Band, como tema de abertura. "Uma canção que vai inspirar muitos casais. Ela mexeu comigo, poucas vezes uma música me arrepiou ao ouvir as primeiras vezes, e senti isso agora. Quando gravamos o resultado me agradou demais, espero que as pessoas que me acompanham tenham essa mesma sensação." Esta canção também inspirou Daniel a renovar seus votos matrimoniais com sua esposa Aline. A segunda foi "Além da Vida", lançada em 18 de novembro do mesmo ano. Ambas as músicas foram gravadas nos estúdios Dissenso Studio, através do produtor Rodrigo Costa.
Em setembro de 2019, Daniel gravou 3 músicas inéditas nos estúdios East West Recording Studios, em Los Angeles, nos Estados Unidos, através do produtor Moogie Canazio. A primeira foi "Você Não Vai Me Encontrar" (versão de "Ya No Me Vas Encontrar"), lançada em 20 de março de 2020. "Esta canção, para mim, tem um grande diferencial em sua melodia e a versão ficou muito fiel à música original. O arranjo do Moogie está grandioso, inclusive com cordas gravadas na Rússia. Essa é uma canção que merece uma atenção especial, nos dias de hoje as pessoas não têm muito tempo para parar e ouvir, e 'Você Não Vai Me Encontrar' é capaz de conquistar o ouvinte." A segunda, "Tudo na Vida Passa", foi lançada em 24 de abril. "Eu sugeri trazer um reggae, uma canção mais pra cima, alto astral. O resultado é maravilhoso, a concepção de arranjo, tudo ficou bem diferente de muita coisa que já fiz. É uma música que tem tudo a ver com o que estamos vivendo, que tudo na vida passa, principalmente as coisas ruins. Isso tudo vai passar. Nada como o dia de amanhã. É uma canção alegre e que nos deixa essa lição." A terceira foi "Eu Não Te Amo", lançada em 18 de setembro. "A canção chegou para mim de uma forma muito natural. Acredito que essa canção vai agradar muito aos fãs que acompanham o meu trabalho. Tem uma pitada de romantismo que eu sempre procuro trazer nas canções que eu lanço." As duas últimas foram gravadas em parceria com o estúdio Move Studio.
"Te Trago à Tona" foi apresentada a Daniel pelo produtor Dudu Borges. Após revelar o desejo de gravá-la, o cantor manifestou também a vontade de fazer uma versão intimista, acompanhado apenas de violão e piano. "Essa canção surgiu quando eu estava no estúdio do Dudu Borges, o Studio Vip. Ele tem o costume de sentar ao piano e mostrar algumas canções, tocar algumas músicas. As primeiras notas de "Te Trago à Tona" me encantaram, aquela melodia… Fiquei com ela na cabeça. Tempo depois nos reencontramos e eu relembrei ele sobre essa canção. Estou feliz com o resultado. É uma obra marcante, que ficou comigo, na cabeça e no coração, até eu conseguir gravar. A música tem dessas características incríveis." A canção foi gravada em 6 de novembro de 2018 nos estúdios Studio Vip e lançada em 13 de novembro de 2020.
"Amei Uma Vez Só" foi gravada no final de 2020, e lançada em 21 de janeiro de 2021. Esta canção também foi gravada nos estúdios Dissenso Studio, com Daniel assinando na direção musical, junto com o produtor Rodrigo Costa. "Essa canção é especial, porque gerou muita expectativa. Manoelzinho (meu eterno produtor) me apresentou essa música, falou que era do Tivas e de um parceiro. Então esperei o Tivas lançar e, com o consentimento dele e do Uchôa, agora ela estará também no meu repertório. É uma música pra cima, tem uma vibe legal. Essas levadas são demais, porque além da essência ser romântica, traz também elementos pulsativos e de alegria. Ela vai ao encontro de muitas histórias de amor."
Após Daniel contar ao seu empresário Matheus Possebon sobre a vontade de gravar com alguns artistas que admira e com os quais ainda não havia feito parceria, Matheus sugeriu o nome de Jon Secada e o cantor adorou a indicação. A canção "Anjo" (versão para "Angel"), foi gravada em fevereiro de 2019, em conjunto com os estúdios Studio Vip e Circle House Studio, em Miami, na Flórida, através do produtor César Lemos. Na canção Daniel interpreta a versão em português, enquanto John canta a versão em inglês. "Anjo" foi lançada juntamente com o álbum, como uma faixa bônus. "Tive a honra de gravar com músicos e profissionais no exterior, que ainda não tinha tido a oportunidade, como por exemplo o Jon Secada, uma referência para nós todos da música. Como não gostar da história, da voz, do trabalho, do potencial dele? Fluiu de forma muito natural e isso se traduz no resultado. Muito interessante como é essa questão de identificação: nos conhecemos e nos tornamos amigos. Ele é genial, fabuloso. Queria que o dia que estávamos gravando juntos não acabasse. Ele é de um talento absurdo, mas também uma pessoa admirável. Infelizmente, tudo passou muito rápido, mas foi intenso, criamos uma conexão, uma amizade. O resultado é lindo e espero que todos gostem tanto quanto nós."

## Lista de faixas
| N.º            | Título                                               | Compositor(es)                                                                   | Duração |  |
| 1.             | "Amei Uma Vez Só"                                    | Tivas / Edy Uchôa                                                                | 3:12    |  |
| 2.             | "Casava de Novo"                                     | Santanna, o Cantador                                                             | 3:07    |  |
| 3.             | "Além da Vida"                                       | Santanna, o Cantador                                                             | 3:23    |  |
| 4.             | "Você Não Vai Me Encontrar (Ya No Me Vas Encontrar)" | Luis Fonsi / Claudia Brant (Versão: Rolando Bastos / Leonel Pereda)              | 4:51    |  |
| 5.             | "Tudo na Vida Passa"                                 | Luis Fonsi / Claudia Brant (Versão: Mauro Santa Cecília / Andres Torres)         | 3:42    |  |
| 6.             | "Eu Não Te Amo"                                      | César Augusto / Abel Monteiro Martins / Cecílio Nena                             | 3:19    |  |
| 7.             | "Te Trago à Tona"                                    | Dudu Borges / Euler Coelho / Luan Santana                                        | 3:18    |  |
| 8.             | "Anjo (Angel)" (part. Jon Secada - faixa bônus)      | Jon Secada / George Noriega / Tim Mitchell / Lilian Garcia (Versão: Cesar Lemos) | 3:33    |  |
| Duração total: | Duração total:                                       | Duração total:                                                                   | 28:29   |  |

## Videoclipes
"Casava de Novo" teve o seu videoclipe gravado nas cidades de Porto Alegre, Igrejinha e Bento Gonçalves, no Rio Grande do Sul, com direção de Marcelo Monegal. "Além da Vida" e "Amei Uma Vez Só" tiveram os seus videoclipes gravados no estúdio Dissenso Studio, em São Paulo, durante a gravação das canções. O primeiro teve a direção de Márcinho Bertolone e Bernardo Fazio. Já o segundo, de André Malaquias, com imagens e edição de Bernardo Fazio.
A gravação do clipe de "Você Não Vai Me Encontrar" aconteceu de forma aleatória, sem nenhum tipo de programação. Daniel sempre sonhou em conhecer a Itália, então, Matheus Possebon o convidou para ir ao país em janeiro de 2020, onde ficou hospedado na vinícola Villa Due SS, na Toscana. Daniel se encantou com o lugar, então surgiu a ideia da gravação, realizada pela produtora Creative Arts, com direção de Fernanda Belluci. Ela ocorreu entre 7 e 10 da manhã, horas antes de sua viagem para Roma. Depois que Daniel voltou para o Brasil, a diretora lhe deu a ideia de adicionar a modelo Luiza as filmagens. Foi o único a não ser lançado juntamente com a canção, sendo lançado posteriormente em 12 de julho, com exclusividade no programa Domingo Espetacular.
"Tudo na Vida Passa" e "Eu Não Te Amo" tiveram os seus videoclipes gravados nos estúdio East West Recording, em Los Angeles, na Califórnia, durante a gravação das canções, com direção de Bruna Franco.
"Te Trago à Tona"  teve o seu videoclipe gravado no estúdio Studio Vip, em São Paulo, com direção de Breno Wallace. "Anjo" teve o seu videoclipe gravado nos estúdios Circle House Studio, em Miami, na Flórida, durante a gravação da canção, com direção de Marcelo Monegal.

## Prêmios e indicações
| Ano  | Premiação     | Categoria                        | Resultado | Ref.  |
| ---- | ------------- | -------------------------------- | --------- | ----- |
| 2021 | Grammy Latino | Melhor Álbum de Música Sertaneja | Indicado  | [ 6 ] |